# Expedición Braddock
La Expedición Braddock o Campaña Braddock fue un intento fallido de los británicos de capturar Fort Duquesne durante el verano de 1755. Forma parte del conflicto de la guerra franco-india. La expedición toma el nombre del general Edward Braddock, quien dirigió las tropas inglesas y murió en la expedición. La derrota de Braddock en la batalla de Monongahela fue el mayor contratiempo británico en el comienzo de la guerra contra Francia.

## Trasfondo
La expedición de Braddock fue simplemente una más de las ofensivas británicas contra los franceses durante el verano de 1755. Al ser el comandante en jefe del ejército británico en América, el general Braddock dirigió al mayor grupo, comandando a dos regimientos y 500 soldados y milicianos de las colonias. En total, unos 1800 hombres. Con tan gran número de gente, Braddock esperaba poder tomar Fort Duquesne fácilmente, y tras ello tomar otros fuertes franceses hasta llegar a Fort Niagara. George Washington, que a sus 23 años ya conocía el territorio, acompañó a Braddock como ayudante de campo.
Braddock intentó reclutar nativos americanos que aún no se hubieran aliado a los franceses, pero fue un esfuerzo inútil. Sólo consiguió que le acompañasen 8 indios mingo como guías. Muchos de los nativos de la zona se mantuvieron neutrales a la espera del resultado de los primeros combates, ya que no se podían permitir alinearse en el bando perdedor. Por ello, el éxito o derrota de Braddock podía influir en las futuras alianzas.

## El recorrido de Braddock
La expedición salió de Fort Cumberland, Maryland el 29 de mayo de 1755. El trayecto fue un gran reto de logística ya que debían mover un gran cuerpo militar con su equipo, provisiones y cañones a través de las boscosas montañas Allegheny, al oeste de Pensilvania. El recorrido era de aproximadamente 180 km. Para ello Braddock recibió ayuda de Benjamin Franklin, quien le procuró carros y alimentos. Entre los conductores de los carros, como curiosidad, iban dos hombres que más tarde se convertirían en grandes personajes de la historia americana: Daniel Boone y Daniel Morgan.
La expedición avanzó lentamente porque Braddock insistió en construir una carretera hasta Fort Duquesne, avanzando algunos días un máximo de 4 kilómetros al día. Para acelerar, Braddock separó el grupo en dos: una columna rápida de 1300 hombres dirigida por él mismo y una segunda columna con la mayor parte de los víveres. Por el camino, pasaron por Fort Necessity, donde los franceses habían vencido a Washington el verano anterior. Durante todo el recorrido, pequeños grupos de franceses e indios atacaron a Braddock, pero no pasaron de ser pequeñas escaramuzas.

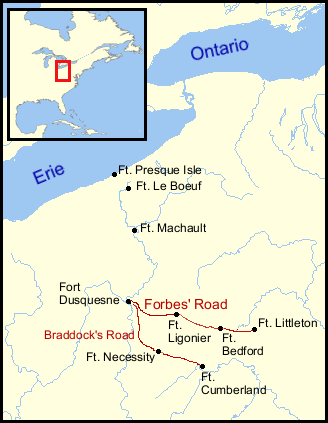
Expediciones Braddock (1755) y Forbes (1758)

En Fort Duquesne, la guarnición francesa consistía en 250 hombres de la milicia canadiense y 640 guerreros indios acampados fuera del fuerte. Los nativos pertenecían a distintas tribus aliadas a los franceses: ottawas, ojibwas y potawatomis. El comandante francés, Liénard de Beaujeu, tras recibir informes de los indios de que los ingleses se dirigían hacia su fuerte, se dio cuenta de que Fort Duquesne no podría aguantar los disparos de los cañones de Braddock. Por ello decidió preparar una emboscada contra el ejército inglés cuando estuviese atravesando el río Monongahela. Los aliados indios, en un principio no estaban de acuerdo en atacar a un grupo enemigo tan grande, pero de Beaujeu, quien iba a la batalla con pinturas de guerra indias consiguió convencerlos.

## Batalla del río Monongahela
El 9 de julio los hombres de Braddock cruzaron el río Monongahela a 15 kilómetros al sur de Fort Duquesne sin oposición. La unidad de avanzadilla del coronel Thomas Gage empezó a avanzar y se encontró de frente con los franceses e indios, quienes se estaban apresurando hacia el río para preparar la emboscada. En el encarnizado combate que sucedió después entre los hombres de Gage y los franceses murió el general de Beaujeu, aunque esto no supuso en principio ninguna influencia en la moral francesa, ya que siguieron avanzando. La batalla que se sucedió enfrentó a un regimiento mixto de 900 franceses e indios y la impresionante columna de Braddock, formada por más de 1300 hombres.

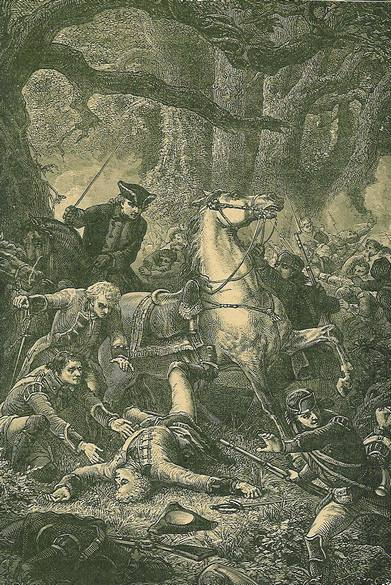
Muerte de Braddock en Monongahela

Pese a haberse podido defender en un principio, la avanzadilla de Gage tuvo que retroceder. En la huida chocaron contra el cuerpo principal de la expedición, que se había adelantado rápidamente al oír los primeros disparos. Esto llevó a un gran desorden en la columna, lo que aprovecharon franceses e indios para rodearlos y atacarlos desde los árboles que rodeaban al camino. Una vez ya los habían rodeado, los franceses empezaron a avanzar e hicieron retroceder a los ingleses.
Todos los oficiales de Braddock intentaron reorganizar al grupo dentro del camino. Sin embargo fue una tarea casi en vano y facilitó blancos de tiro a los franceses. Los ingleses intentaron usar los cañones pero, estando en el bosque, fue inefectivo. La milicia colonial británica no consiguió ni huir ni devolver el ataque y además, algunos de los ingleses que luchaban desde el bosque fueron confundidos con franceses y se les atacó, causando numerosas bajas en sus filas.
Tras una hora de intenso combate, Braddock fue abatido de un disparo. George Washington, pese a no tener ningún puesto oficial en la cadena de mando, consiguió imponer y mantener el orden en las filas en la retaguardia, con lo que facilitó la retirada. Esto le hizo ganar el sobrenombre de «Héroe de Monongahela» y le trajo mucha fama.
Al atardecer, los británicos estaban huyendo por la carretera que habían construido. Durante la huida Braddock murió por sus heridas. El 13 de julio fue enterrado en los restos de Fort Necessity.

## Consecuencias
En la batalla murieron 456 británicos y casi otros tantos resultaron heridos. De las cincuenta mujeres que habían acompañado al grupo de Braddock como cocineras y enfermeras, solo sobrevivieron cuatro. Los franceses solo sufrieron ocho bajas y los indios quince.
El coronel Dunbar tomó el control de la expedición y ordenó destruir los cañones y víveres antes de abandonar la posición. Los británicos huyeron, pero en ningún momento dejaron de ser bastante superiores en número a los franceses, que no se atrevieron a perseguirlos. Aunque ellos dijeron que aguantaron varias horas de combate antes de huir, se cree que realmente empezaron la retirada casi en el mismo momento de empezar los primeros disparos, pero duró varias horas debido al desorden.
Gracias a la victoria en la batalla de Monongahela, los franceses se aseguraron el control temporal del territorio del Ohio y mantuvieron durante un par de años más el control del conflicto. Los nativos que habían resuelto mantenerse neutrales en el conflicto se vieron forzados a unirse al bando francés ya que, si no tenían el respaldo de un ejército corrían el peligro de ser atacados. Las tácticas de guerra de los nativos eran mucho más útiles que las europeas, lo que fue decisivo en los primeros momentos de la guerra.
Fort Duquesne no fue conquistado hasta la expedición de Forbes en 1758.
La derrota de Braddock ha sido intensamente estudiada, al ser muy extraño que un ejército tan grande y bien preparado fuese derrotado con tanta facilidad.